# Stenoparmena ferruginea
Stenoparmena ferruginea är en skalbaggsart som beskrevs av Aurivillius 1915. Stenoparmena ferruginea ingår i släktet Stenoparmena och familjen långhorningar. Inga underarter finns listade i Catalogue of Life.